# Карл Хала
Карл Хала (на немски: Karl Halla) е австро-унгарски дипломат, работил на Балканите и в Близкия изток.
Работи като консул в Битоля от 1912 до 1913 година. От 1904 до 1907 година е вицеконсул в консулството на Австро-Унгария в Техеран, а по време на Първата световна война е консул в Шкодра, Албания.